# Acinia plantaris
Acinia plantaris är en tvåvingeart som först beskrevs av Robineau-desvoidy 1830.  Acinia plantaris ingår i släktet Acinia och familjen borrflugor.
Artens utbredningsområde är Frankrike. Inga underarter finns listade i Catalogue of Life.